# Goodridge (Minnesota)
Goodridge – miasto w Stanach Zjednoczonych, w stanie Minnesota, w hrabstwie Pennington.